# 欧特雷莱塞尔
欧特雷莱塞尔（法語：Autrey-lès-Cerre，法語發音：[otʁɛ lɛ sɛʁ]，意为“塞尔附近的欧特雷”）是法国上索恩省的一个市镇，属于沃苏勒区。

## 地理
欧特雷莱塞尔（47°36'32"N, 6°20'53"E）面积5.48 平方千米，位于法国勃艮第-弗朗什-孔泰大區上索恩省，该省份为法国东部内陆省份，北起顺时针与孚日省、贝尔福地区省、杜省、汝拉省、科多尔省和上马恩省接壤。
与欧特雷莱塞尔接壤的市镇（或旧市镇、城区）包括：列旺、博雷、塞尔莱诺鲁瓦、诺鲁瓦堡。

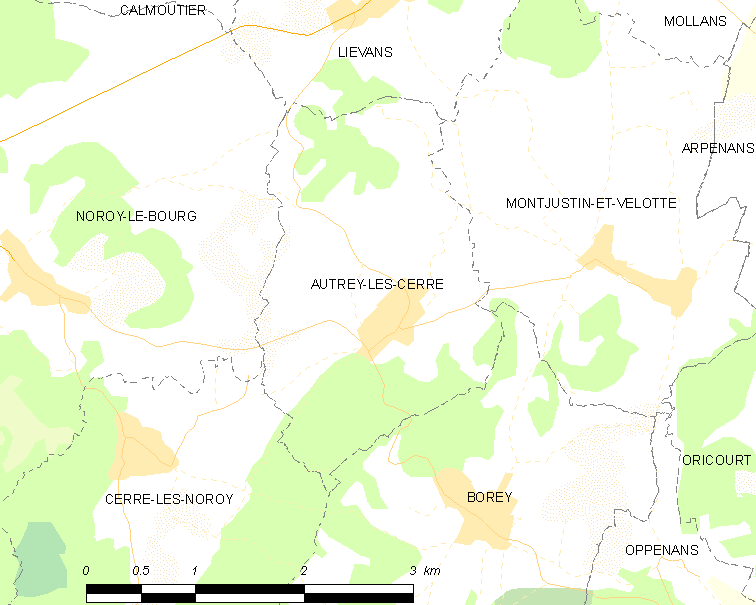
欧特雷莱塞尔的OSM定位图

欧特雷莱塞尔的时区为UTC+01:00、UTC+02:00（夏令时）。

## 行政
欧特雷莱塞尔的邮政编码为70110，INSEE市镇编码为70040。

## 政治
欧特雷莱塞尔所属的省级选区为维莱塞克塞勒县。

## 人口

1962-2008年间欧特雷莱塞尔人口变化图示

欧特雷莱塞尔于2022年1月1日时的人口数量为240人。